# Serbia na Zimowej Uniwersjadzie 2009
Serbię na Zimowej Uniwersjadzie w Harbinie będzie reprezentowało 8 zawodników.

## Medale
Serbia nie zdobyła medali.

## Kadra

### Łyżwiarstwo figurowe
- Ksenija Jastsenjski

### Short track
- Adam Helfrih

### Narciarstwo alpejskie
- Nevena Ingjatovic
- Masan Milicic
- Marija Trmcic

### Biegi narciarskie
- Milan Mitrovic

### Biathlon
- Admir Hodzic
- Branka Kuzeljevic